# Lothar Noack (Schwimmer)
Lothar Noack (* 31. Januar 1953 in Dresden) ist ein ehemaliger deutscher Schwimmer, der für die Deutsche Demokratische Republik startete.

## Leben und Wirken
Lothar Noack startete für den SC Einheit Dresden. Bei den DDR-Meisterschaften 1970 erreichte er über 100 Meter und 200 Meter Rücken jeweils den dritten Platz. 1971 errang er über 100 Meter und 200 Meter jeweils den zweiten Platz, 1972 über 200 Meter den zweiten Platz und 1973 über 200 Meter den dritten Platz.
1972 nahm er an den Olympischen Sommerspielen teil und erreichte im Finale über 200 Meter Rücken den sechsten Platz.